# Botia striata
Botia striata Narayan Rao, 1920 è un pesce di acqua dolce appartenente alla famiglia Cobitidae e alla sottofamiglia Botiinae che proviene dall'Asia.

## Distribuzione e habitat
Proviene dai torrenti montani dell'ovest dell'India (Ghati orientali), soprattutto nel fiume Koyna. Vive in zone con fondali sabbiosi dove può trovare facilmente cibo con i barbigli.

## Descrizione
Il corpo è appiattito sul ventre e arcuato sul dorso; la colorazione è composta da sottili striature verticali verdi scure e giallastre pallide. Anche le pinne sono striate.
La lunghezza massima registrata è di 7,8 cm.

## Alimentazione
È onnivoro.

## Conservazione
Questa specie viene classificata come "in pericolo" (EN) dalla lista rossa IUCN perché è minacciata sia dal deterioramento del suo habitat, dovuto principalmente alla deforestazione, che dalla pesca soprattutto per l'allevamento in acquario.